# Tractament de la llavor

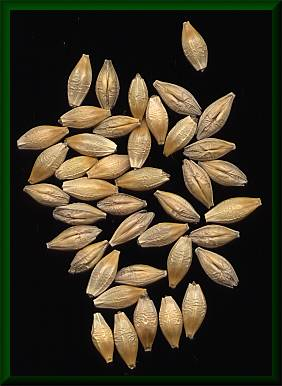
Les llavors dels cereals, com per exemple l'ordi, amb molta freqüència es sembren tractades amb productes químics

El tractament de les llavors en agricultura és el condicionament de les llavors amb productes químics, típicament antimicrobians o fungicides abans de sembrar les llavors. No és tan freqüent aplicar-hi insecticides. Normalment s'afegeix un colorant per fer-les menys atractives pels ocells i per evitar la ingestió accidental de les llavors, cosa que s'ha produït diverses vegades en la història.
El tractament químic de les llavors permet actuara sobre els problemes fitopatològics amb molt poca quantitat de producte químic, tanmateix persisteix el problema de contaminació pels productes químics en les llavors, de la gestió dels envasos buits i per la interacció amb el medi ambient.
Les llavors també poden rebre una cobertura que contingui fertilitzants, promotors del creixement, promotors del creixement i una capa inert de polímers. En aquest cas no es tracta d'una aplicació amb motius fitopatològics.
No es considera un tractament de les llavors l'operació de neteja (separant-les, per exemple de les pellofes i altres impureses)
El tractament de les llavors amb imidacloprid de la família d'insecticides neonicotinoides ha estat prohibit a França per a ser usat en les llavors de blat de moro perquè es sospita que està implicat en el declivi de les abelles.
Les llavors amb tractaments fitopatològics amb productes químics de síntesi no estan permeses en l'agricultura ecològica.
.
Tanmateix s'han desenvolupat, orientats a l'agricultura ecològica, tractaments de les llavors amb microorganismes principalment bacteris (incloent-hi Streptomyces, Streptomonas, Bacillus i Enterobacter) i fongs (incloent-hi Phomopsis, Ectomicorizes, Trichoderma, Cladosporium i Gliocladium)

## Història
Ja en època dels egipcis i romans es tractaven les llavors amb la saba de les cebes o del xiprer. A l'Edat Mitjana es tractaven amb fems i sals de clor. S'utilitzava l'aigua salada marina fins al segle xvii, els primers productes derivats del coure van aparèixer cap a 1750 i en la mateixa època està documentat l'ús de l'aigua calenta que resulta efectiva contra certs patògens superficials. Des de 1740 a 1808, a Alemanya, es va utilitzar l'arsènic, data en la qual es va prohibir a Alemanya. El mercuri (organomercúrics), amb aquesta finalitat, es va usar de 1915 a 1982. Tant l'arsènic com el mercuri estan prohibits actualment a Europa occidental per al tractament de les llavors. A la dècada de 1960 es va introduir el primer fungicida sistèmic (penetrant) pel tractament de les llavors. A la dècada de 1990 es van crear una nova línia de fungicides.

## Sistemes d'aplicació
- Impregnat: Es fa amb senzilles màquines mescladores, principalment s'utilitza en cereals i normalment s'aplica un sol producte químic en forma de pols, líquid o en forma d'emulsió.
- Coberta envolupant o incrustació: aplica una capa uniforme que no canvia gaire la forma i pes de la llavora, aquesta tècnica s'aplica en llavors d'hortalisses on a la vegada s'incorporen insecticides i fungicides.
- Peletitzat: la capa que s'aplica fa canviar la forma i el pes de la llavor per a millorar-ne el maneig. Es fa servir en llavors irregulars com les de la bleda o remolatxa per a poder ser sembrades en màquines sembradores de precisió.
- Peletitzat i coberta: Combina els dos mètodes amb un producte diferent per a cada sistema.
- Microencapsulat: mètode molt sofisticat on es fan aplicacions successives de diverses cobertes[4]

- Escarificació, (gratat de la llavor, per exemple, amb paper de vidre) es fa servir per a llavors dures, com, entre d'altres, les del gènere Prosopis, per tal de permetre'n la imbibició d'aigua i l'intercanvi de gasos que es veu dificultat per la impermeabilitat, a l'aigua i l'oxigen, que presenten aquestes llavors quan no són recent collides. Aquesta operació s'ha de fer amb molta cura.
- Tractament amb aigua: Es pot trencar la latència de les llavors abocant aigua calenta i deixant-les en remull durant períodes de 24 hores o més (segons cada espècie). Aquesta operació normalment accelera la germinació i n'incrementa la taxa total.

- Tractament amb calor seca:Per exemple aplicar calor seca a 60° – 80 °C durant 24 hores, però les llavors exposades a temperatures per sobre de 90 °C poden quedar molt danyades.
- Tractament amb àcids i amb bases: Encara que és un mètode molt perillós per les persones que l'apliquen, moltes llavors reaccionen favorablement a l'aplicació de l'àcid sulfúric concentrat (98%), en remull (des de 15 a 30 minuts). Es creu que això estova l'involucre de la llavor i facilita la penetració de l'aire i l'aigua. Després la immersió en àcid sulfúric s'ha d'esbandir la llavor diverses vegades en aigua.

L'hidròxid de sodi també s'utilitza amb la mateixa finalitat però no resulta tan efectiu com l'àcid sulfúric.